# Великобурімська сільська рада
Великобурі́мська сільська́ ра́да — адміністративно-територіальна одиниця та орган місцевого самоврядування в Чорнобаївському районі Черкаської області. Адміністративний центр — село Велика Бурімка.

## Загальні відомості
- Населення ради: 2 251 особа (станом на 2001 рік)

## Населені пункти
Сільській раді були підпорядковані населені пункти:
- с. Велика Бурімка
- с. Михайлівка

## Склад ради
Рада складалася з 14 депутатів та голови.
- Голова ради: Писаренко Валерій Миколайович
- Секретар ради: Мельніченко Надія Павлівна

### Керівний склад попередніх скликань
| Прізвище, ім'я, по батькові | Основні відомості                                                         | Дата обрання | Дата звільнення |
| --------------------------- | ------------------------------------------------------------------------- | ------------ | --------------- |
| Кардаш Наталія Миколаївна   | Сільський голова, 1960 року народження, освіта вища, позапартійна         | 26.03.2006   | 31.10.2010      |
| Кардаш Наталія Миколаївна   | Сільський голова, 1960 року народження, освіта вища, член Партії регіонів | 31.10.2010   |                 |

Примітка: таблиця складена за даними сайту Верховної Ради України

### Депутати
За результатами місцевих виборів 2010 року депутатами ради стали:

#### За суб'єктами висування
| Суб'єкт висування | Кількість обраних депутатів | %    |
| ----------------- | --------------------------- | ---- |
| Партія регіонів   | 15                          | 93,8 |
| Самовисування     | 1                           | 6,3  |

#### За округами
| № округу        | Прізвище, ім'я, по батькові     | Дата визнання обраним | Освіта             | Партійна приналежність | Відомості про обраного депутата                                  |
| --------------- | ------------------------------- | --------------------- | ------------------ | ---------------------- | ---------------------------------------------------------------- |
| Партія регіонів |                                 |                       |                    |                        |                                                                  |
| 1               | Руденко Оксана Сергіївна        | 02.11.2010            | середня            | член Партії регіонів   | приватний підприємець                                            |
| 2               | Гоцало Тетяна Дмитрівна         | 02.11.2010            | середня спеціальна | позапартійна           | пенсіонер                                                        |
| 3               | Заграй Валентина Юріївна        | 02.11.2010            | середня спеціальна | позапартійна           | Аптека, завідувачка                                              |
| 4               | Скачко Петро Миколайович        | 02.11.2010            | середня спеціальна | позапартійний          | СТОВ «Маяк», завідувач майстерні                                 |
| 5               | Пандас Світлана Миколаївна      | 02.11.2010            | середня спеціальна | член Партії регіонів   | приватний підприємець                                            |
| 6               | Кузьменко Володимир Петрович    | 02.11.2010            | середня спеціальна | позапартійний          | СТОВ «Маяк», бригадир тракторної бригади                         |
| 8               | Свірідова Людмила Степанівна    | 02.11.2010            | середня спеціальна | позапартійна           | СТОВ «Маяк», медична сестра                                      |
| 9               | Олійник Олександр Андрійович    | 02.11.2010            | середня спеціальна | позапартійний          | СТОВ «Маяк», інженер- електрик                                   |
| 10              | Вітенко Володимир Олександрович | 02.11.2010            | середня спеціальна | позапартійний          | СТОВ «Маяк», завідувач автогаража                                |
| 11              | Бондар Василь Вікторович        | 02.11.2010            | середня спеціальна | позапартійний          | Сільська лікарська амбулаторія, оператор котельні                |
| 12              | Бондаренко Людмила Олексіївна   | 02.11.2010            | вища               | позапартійна           | ВАТ "Племзавод «Велика Бурімка», представник трудового колективу |
| 13              | Замула Ніна Васиівна            | 02.11.2010            | середня спеціальна | позапартійна           | Дитячий навчальний заклад «Лісова казка», вихователь             |
| 14              | Катеруша Леоніда Іванівна       | 02.11.2010            | середня спеціальна | позапартійна           | СТОВ «Маяк», завідувачка їдальні                                 |
| 15              | Скачко Юлія Іванівна            | 02.11.2010            | середня спеціальна | член Партії регіонів   | Сільська рада, секретар                                          |
| 16              | Глоба Володимир Павлович        | 02.11.2010            | середня спеціальна | позапартійний          | тимчасово не працює                                              |
| Самовисування   |                                 |                       |                    |                        |                                                                  |
| 7               | Павліченко Наталія Василівна    | 02.11.2010            | середня            | позапартійна           | Великобурімська загальноосвітня школа І-ІІІ ст., секретар        |